# Гусь Росса

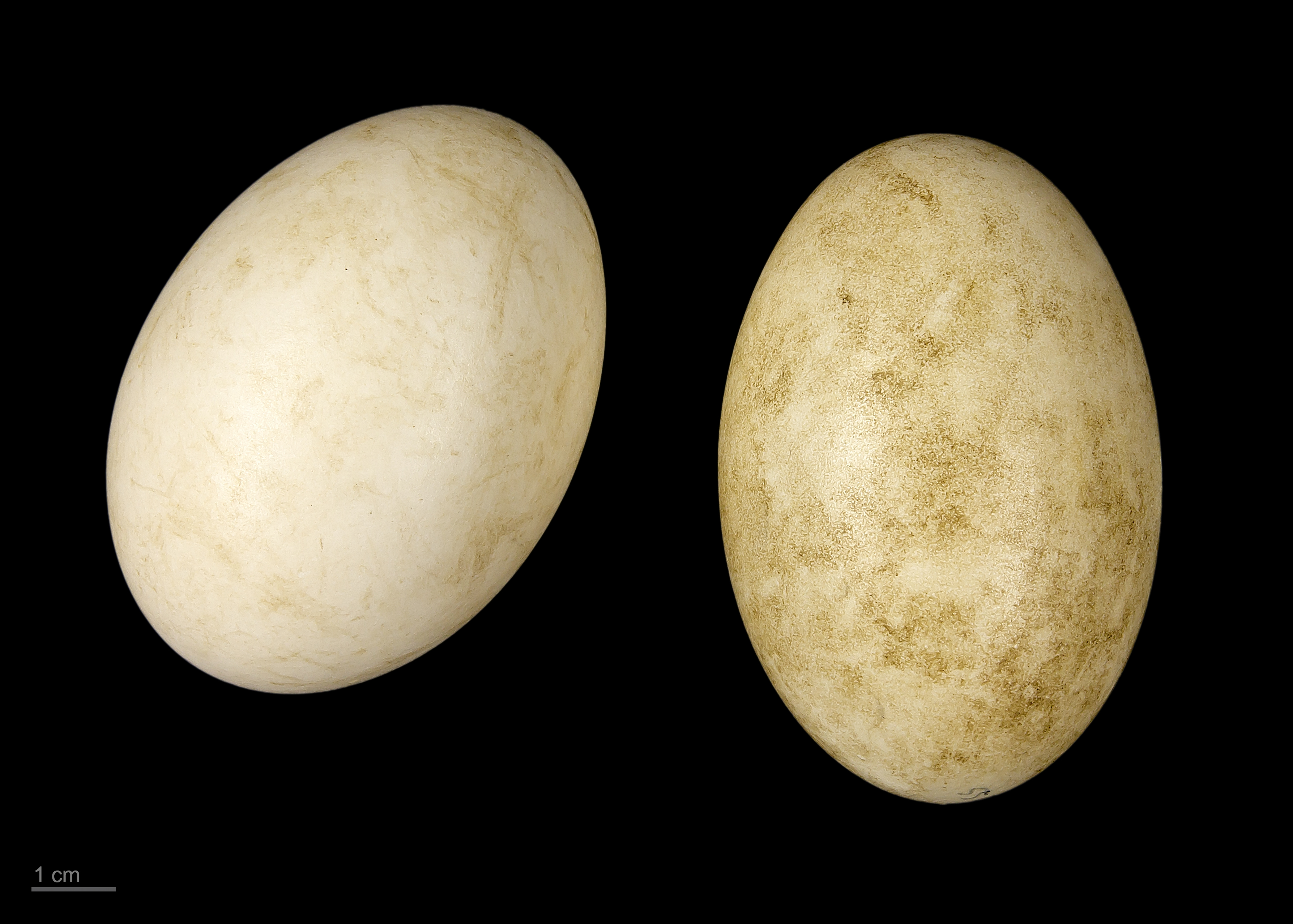
яйцо Anser rossii — Тулузский музеум

Гусь Росса (лат. Anser rossii) — вид птиц из семейства утиных (Anatidae). Эндемичный вид Северной Америки.

## Описание
Длина тела достигает от 53 до 66 см, масса — от 1,2 до 1,6 кг. Самки немного легче самцов. Очень напоминает белого гуся, но значительно меньше (чуть крупнее домашней утки), клюв немного короче и без тёмных пятнышек по бокам. Молодые птицы более светлые, чем молодые белые гуси.

## Распространение
Перелётная птица. Гнездится на Аляске и на северо-западе Канады. Изредка залетает на остров Врангеля, в стаях белых гусей.

## Питание
Птицы питаются растительной пищей: корнями, почками и семенами арктических трав, а также зелёными частями водных растений, например осоки (Carex).
В высшей степени социальные птицы живут обычно в больших стаях и активны преимущественно в дневное время. Естественные враги, в частности, птенцов, — это чайки и песец.

## Размножение
Сезон гнездования начинается в конце мая-начале июня. Сразу после таяния снега самка начинает строить гнездо. Самец не участвует в этом. Спаривание происходит во время перелёта к местам гнездования. В ямку на земле, защищённую от ветра камнями и кустарником, самка выкладывает веточками, травой, мхом и пуховыми перьями. Отдельные гнёзда в колонии птиц часто располагаются близко друг к другу. В зависимости от климатических условий самка кладёт с интервалом в один день от двух до семи, чаще четыре-пять розового или кремового цвета яиц. В случае разорения кладки повторное откладывание не происходит. Высиживает только самка, самец охраняет самку и кладку. Через три недели одновременно вылупляются все птенцы. Ещё через три недели они вместе со взрослыми птицами покидают места гнездовий и летят к пастбищам, расположенным у водоёмов. Там у взрослых птиц начинается линька, которая продолжается примерно один месяц. Половозрелость наступает в возрасте двух, иногда трёх лет.